# Eutrichocampa
Eutrichocampa es un género de dipluro en la familia Campodeidae. Existen unas seis especies descriptas en  Eutrichocampa.

## Especies
Estas seis especies pertenecen al género Eutrichocampa:
- Eutrichocampa aegea Silvestri, 1932 g
- Eutrichocampa collina Ionescu, 1955 g
- Eutrichocampa helvetica Wygodzinski, 1941 g
- Eutrichocampa hispanica Silvestri, 1932 g
- Eutrichocampa remyi Conde, 1947 g
- Eutrichocampa thamugadensis Condé, 1948 g

Fuentes de datos: i = ITIS, c = Catalogue of Life, g = GBIF, b = Bugguide.net